# Zwevezele
Zwevezele ist ein belgischer Ort in der Provinz Westflandern. Es ist ein Ortsteil von Wingene seit dem 1. Januar 1977.

## Galerie

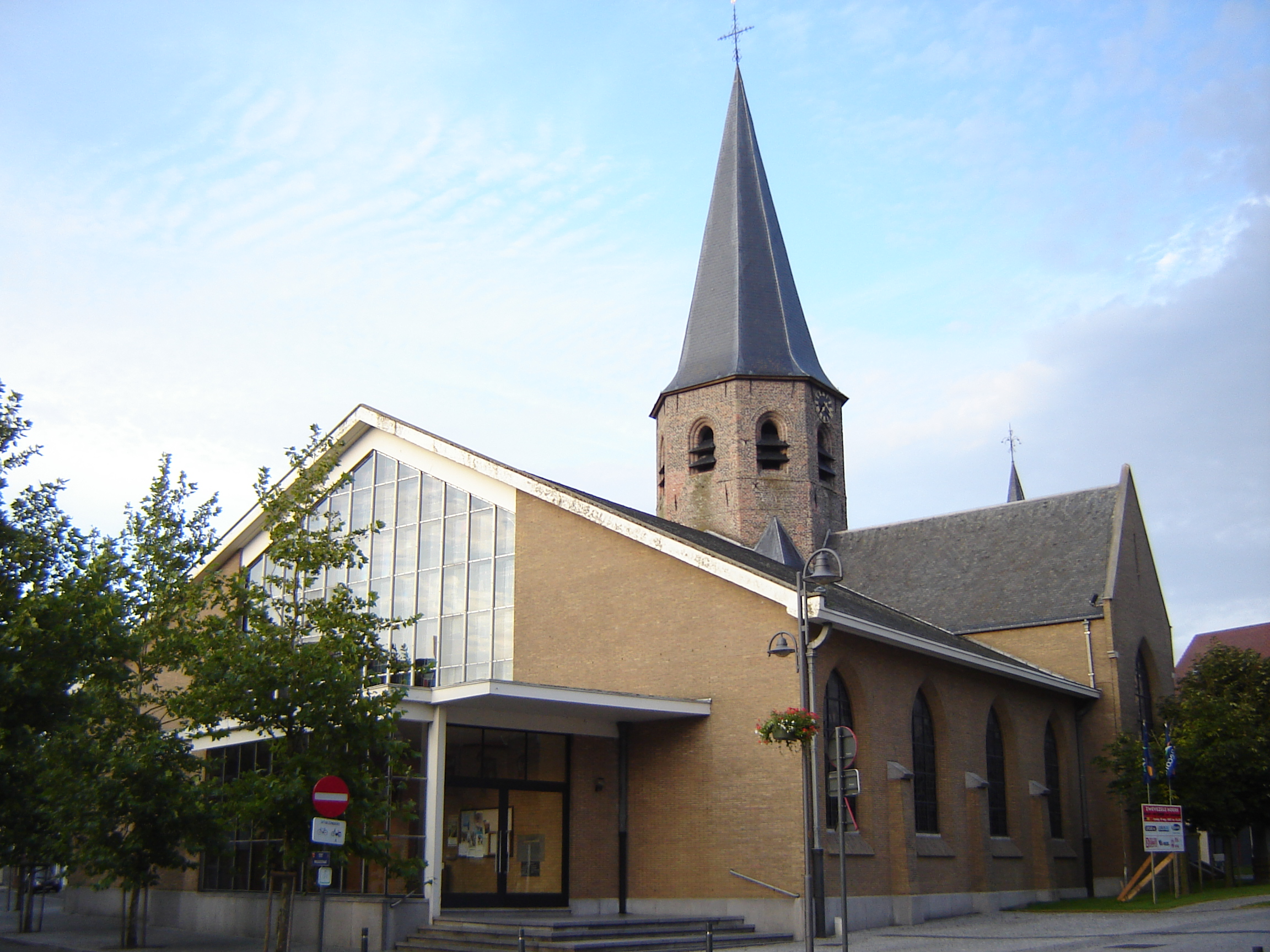
Sankt-Aldegundis-Kirche
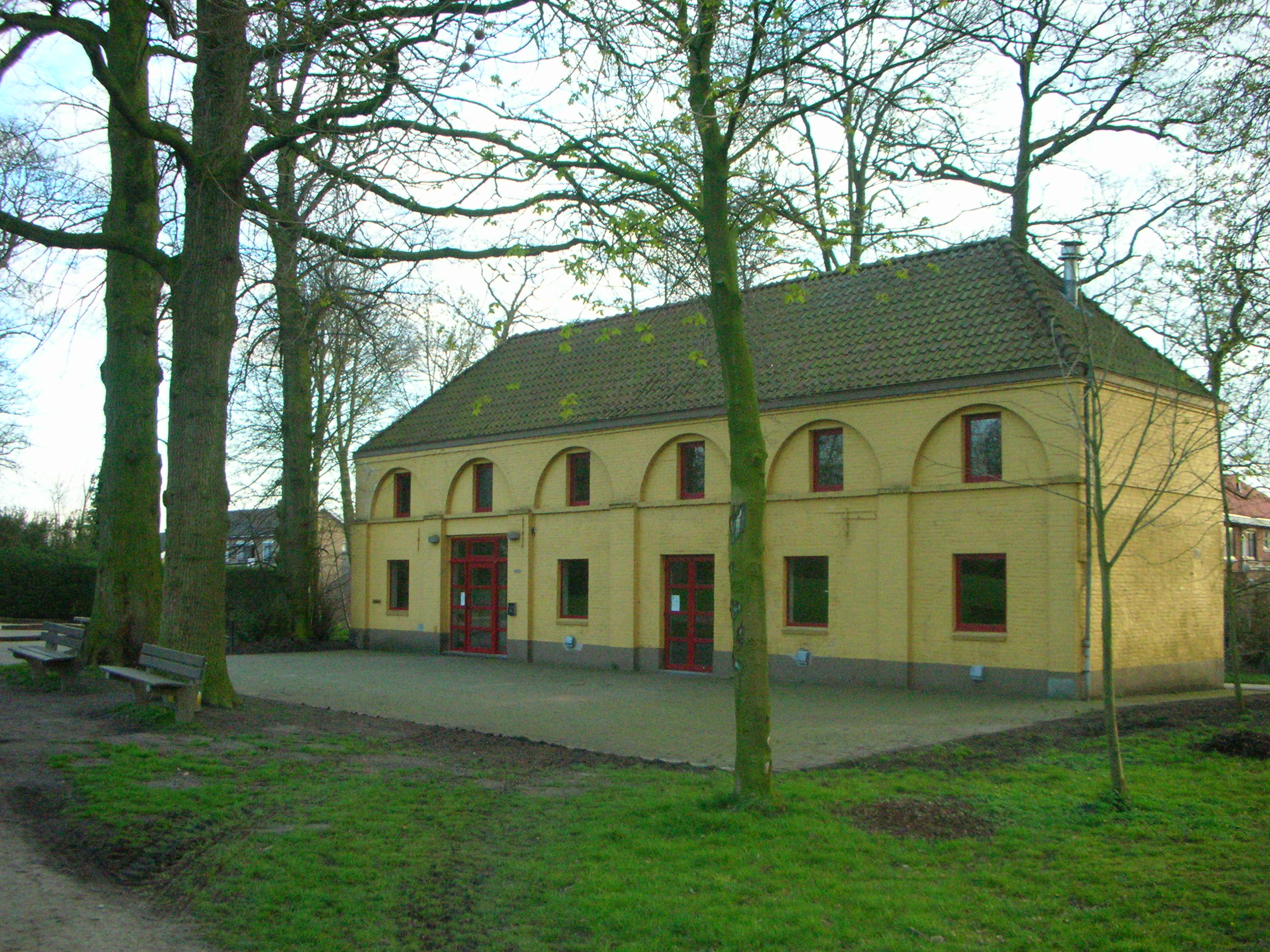
Restaurierten Remise in der Kasteelpark
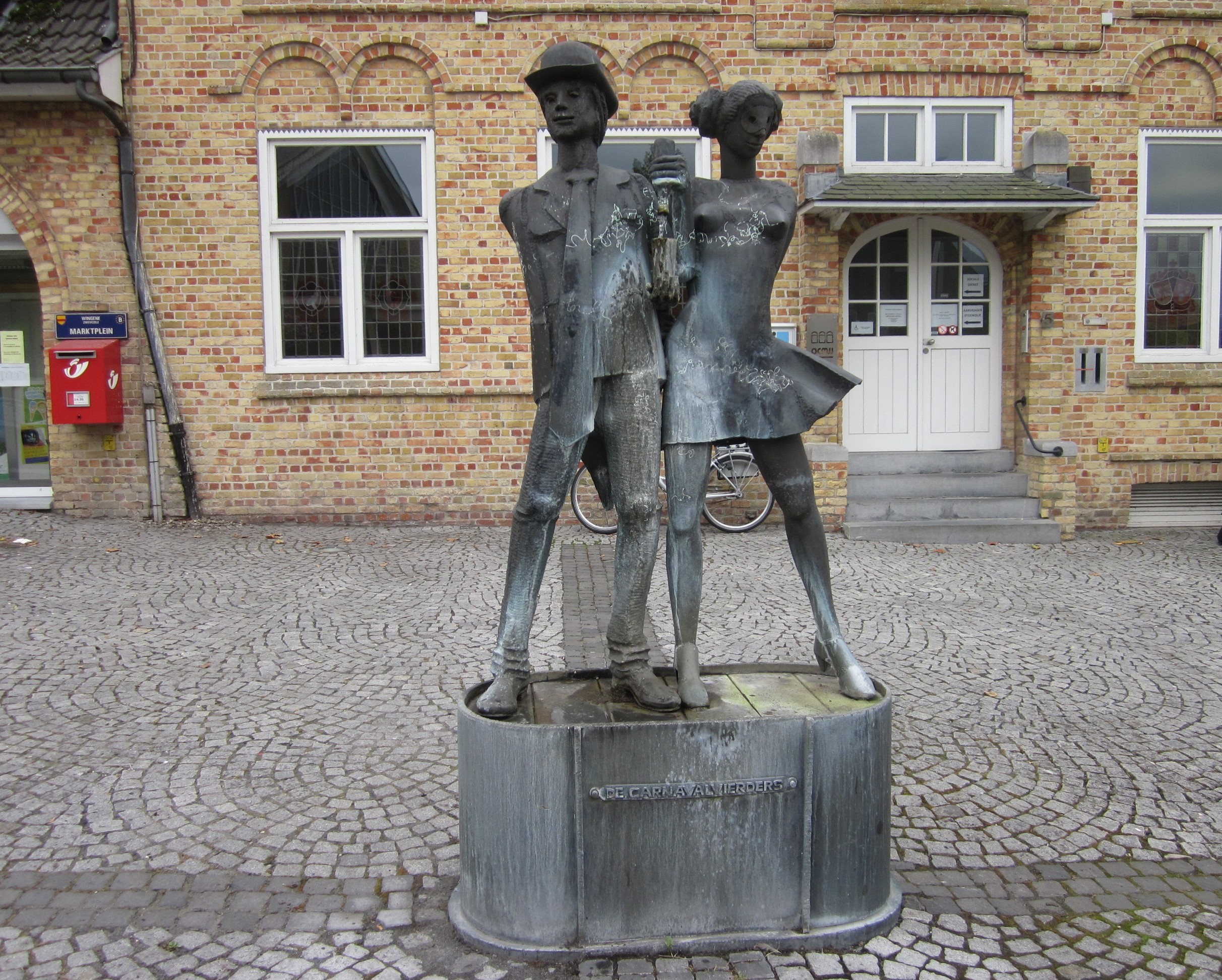
Statue Carnavalvierders
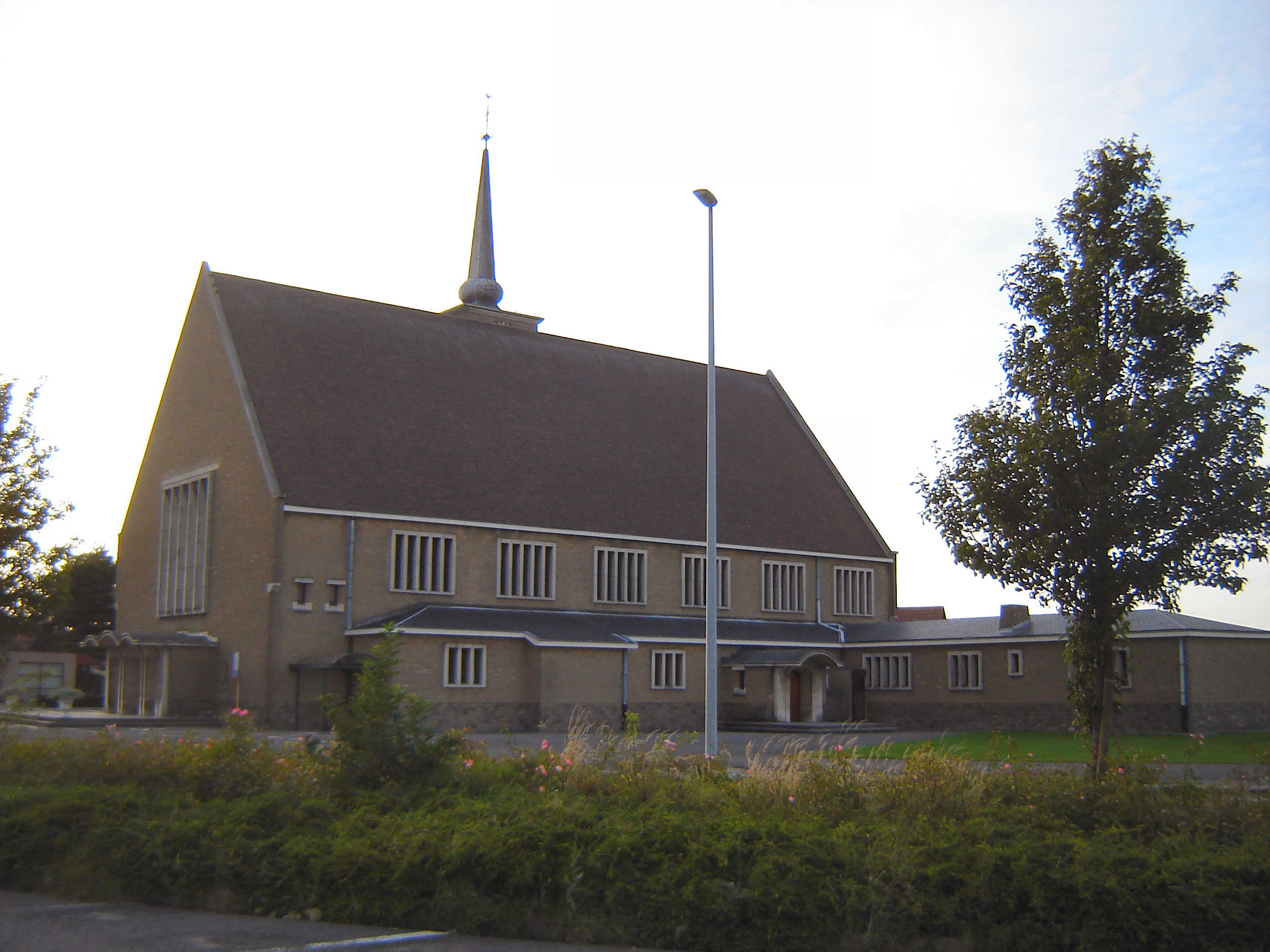
Sankt-Josef-Kirche in Hille